# Victor Lafay
Victor Lafay (n. 17 ianuarie 1996, Lyon, Franța) este un ciclist profesionist francez, care concurează în prezent pentru echipa Cofidis.

## Rezultate în Marile Tururi

### Turul Italiei
1 participare
- 2021: câștigător al etapei a 8-a, nu a terminat competiția

### Turul Franței
2 participări
- 2022: nu a terminat competiția
- 2023: nu a terminat competiția, câștigător al etapei a 2-a

### Turul Spaniei
1 participare
- 2020: locul 81